# Internationale Kunst-Ausstellung und große Gartenbau-Ausstellung 1904

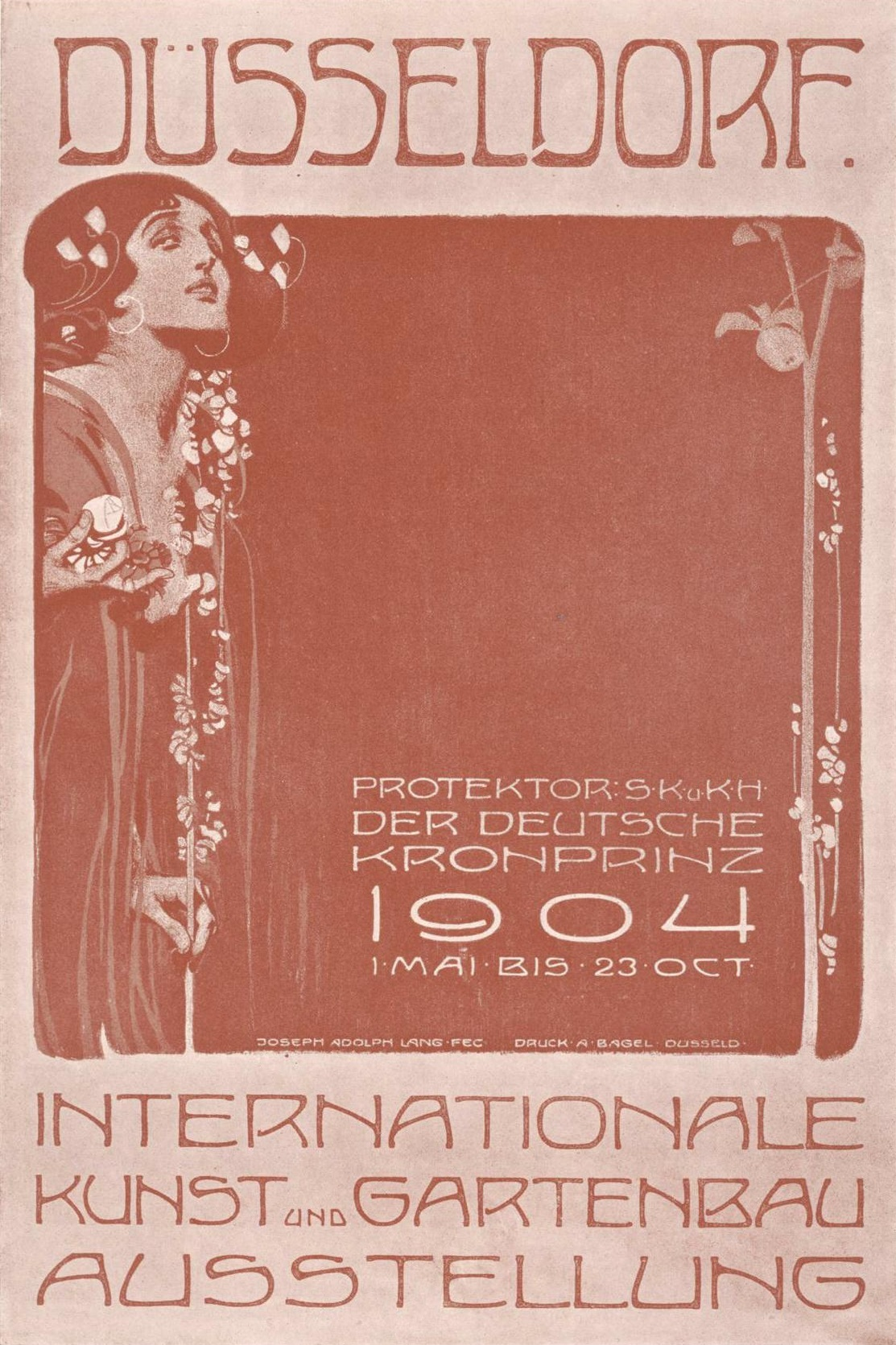
Plakat von Josef Adolf Lang.

Die Internationale Kunstausstellung, Kunsthistorische Ausstellung und Große Gartenbau-Ausstellung fand vom 1. Mai bis 23. Oktober 1904 auf dem damaligen Messegelände, heute Rheinpark Golzheim, in Düsseldorf statt.

## Geschichte
Die Planung fand einen Monat nach der Schließung der Gewerbeausstellung statt. Der Verein zur Veranstaltung von Kunstausstellungen wollte den neugewonnenen Kunstpalast für eine internationale Kunstausstellung nutzen, die durch den Bereich des Gartenbaus ergänzt werden sollte. Im Vorstand saßen unter anderem der Oberbürgermeister, der Regierungspräsident und der Industrielle Heinrich Lueg. Das Konzept übernahm Peter Behrens, Direktor der Kunstgewerbeschule. Den künstlerischen Vorsitz übernahmen unter anderem Fritz Roeber, der Beigeordnete Thelemann und der Maler Max Volkhart, den Bauausschuss leitete Josef Kleesattel. Es konnte bereits auf einige vorhandene Gebäude zurückgegriffen werden. Die Gartengestaltung übernahmen Rudolf Jürgens aus Hamburg und Peter Behrens. Die große Blumenhalle errichtete Ludwig Winter aus Bordighera.
Im Vergnügungspark gab es verschiedene Gastronomie, Treibhäuser, eine „Ostindische Arena“ und ein „Ostindisches Dorf“.
Die Kunstausstellung hatte ihren Schwerpunkt auf zeitgenössische Werke, die nicht älter als drei Jahre waren, von Künstlern aus Düsseldorf wie Peter Janssen d. Ä., Eduard von Gebhardt, Claus Meyer, Theodor Funck, Anton Schmitz, Wilhelm Schmurr und Hans Kohlschein. Sie wurde von einer kunsthistorischen Abteilung mit alten Stücke aller Gattungen aus Deutschland ergänzt.
Knapp 2,7 Millionen Besucher festigten den Ruf Düsseldorfs als Ausstellungsstadt. Ein letztes Relikt der Ausstellung ist die Marmorbank mit Katzen im Hofgarten.

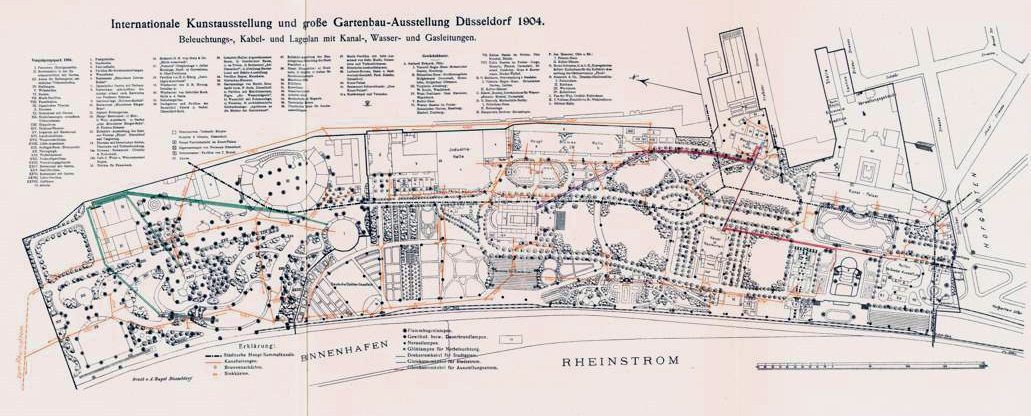
Lageplan
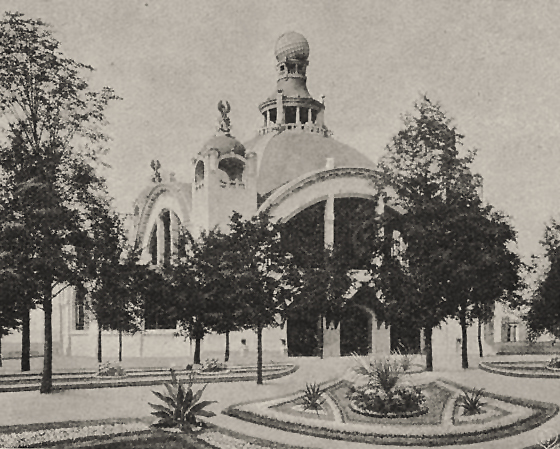
Pavillon für Ausstellungen
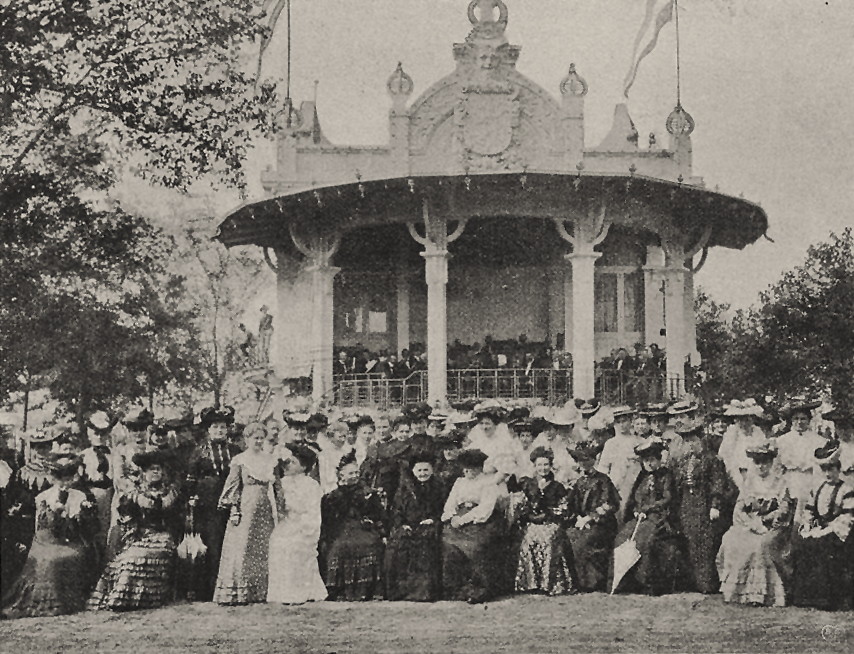
Teilnehmerinnen am Frauentag (Kongress Beziehung der Frau zum Gartenbau und der Kunst)
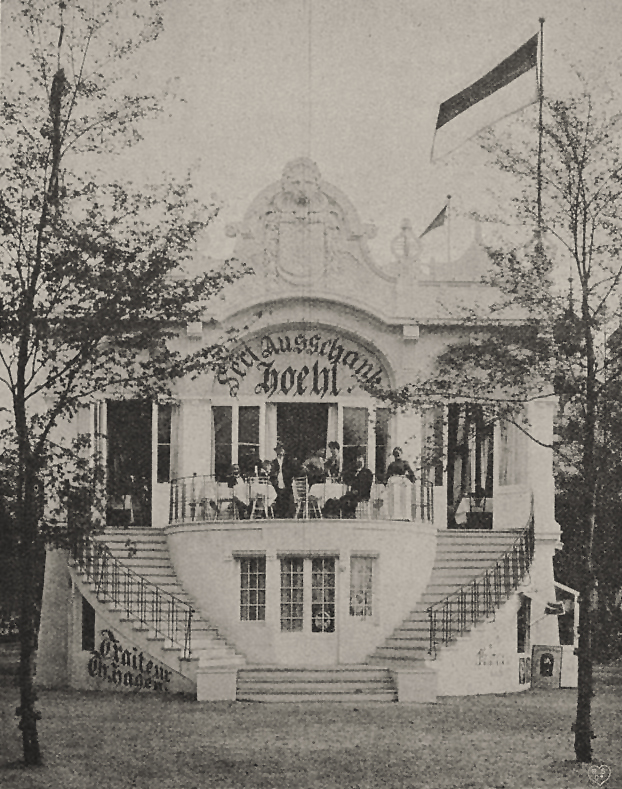
„Sekt Ausschank Hoehl“
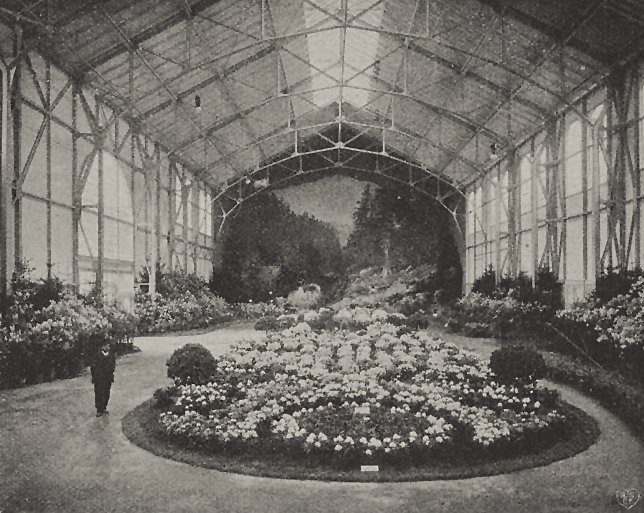
Ausstellung in der nördlichen Blumenhalle